# Paratsepinite-Ba
La paratsepinite-Ba è un minerale.